# NGC 4863
NGC 4863 ist eine Linsenförmige Galaxie vom Hubble-Typ SB0 im Sternbild Jungfrau auf der Ekliptik. Sie ist schätzungsweise 191 Millionen Lichtjahre von der Milchstraße entfernt und hat einen Durchmesser von etwa 105.000 Lj. Gemeinsam mit NGC 4783 und NGC 4825 bildet sie die kleine Galaxiengruppe LGG 316.
Im selben Himmelsareal befinden sich u. a. die Galaxien NGC 4829, NGC 4862, NGC 4899, NGC 4902.
Das Objekt wurde am 26. Februar 1886 von Francis Preserved Leavenworth entdeckt.